# Pilnyj Mukariw
Pilnyj Mukariw (ukr. Пільний Мукарів) – wieś na Ukrainie, w obwodzie chmielnickim, w rejonie kamienieckim, w hromadzie Dunajowce, nad Studenycią. W 2001 roku liczyła 420 mieszkańców.